# Le Rat Luciano
Le Rat Luciano, de son vrai nom Christophe Carmona, né le 21 avril 1976 à Marseille (Bouches-du-Rhône), est un rappeur, producteur, compositeur et acteur français d’origine franco-espagnole. Il est membre du groupe Fonky Family.
Il est apprécié pour être un humaniste et un homme de cœur, qui s'est toujours tenu écarté des médias et de la popularité.
Le Rat Luciano est reconnu dans le milieu du rap français pour son talent et sa sympathie[réf. souhaitée].
Il est un des rares rappeurs connus pour accorder depuis toujours sa participation sur des titres avec des artistes peu connus.
Dans une interview, Le Rat Luciano avouait que s'il accordait autant de featuring avec des rappeurs encore peu connus, c'est que lui-même était déçu, plus jeune, de se voir refuser une collaboration.
Il est également réputé pour ses collaborations avec certains artistes du rap français (Soprano, Jul, Lacrim, Niro, SCH, Naps, Nessbeal, Disiz, Booba, Rohff, etc.).

## Biographie
Christophe est né le 21 avril 1976 et grandi dans le quartier du Panier à Marseille, dans les Bouches-du-Rhône, d'un père espagnol et d'une mère martiniquaise.
Le Rat Luciano commence sa carrière avec les Black and White Zulus sous le nom de scène de Don Carmon. Pone et DJ Djel font se rencontrer Don Carmon (Le Rat) et Menzo (du groupe Black & White Zulus) avec Sat et Don Choa (du groupe Le Rythme et La Rime). Ils s'unissent pour un concert et doivent trouver en urgence un nom à inscrire sur les affiches : Don Carmon propose Fonky Family. Le groupe nait ce soir-là et leur tout premier morceau rappé s'appelle On pète les plombs. En décembre 1997, la Fonky Family publie son premier album Si Dieu veut…, certifié double-disque d'or.
Le 31 octobre 2000, Le Rat Luciano publie son premier album solo intitulé Mode De Vie… Béton Style, certifié disque d'or, où figurent des titres comme Sacré, Il est fou ce monde, Niquer le Bénef ou encore Zic de la Zone, considéré par la presse spécialisée comme un classique du hip-hop. L'album compte approximativement 220 000 exemplaires. En mars 2001, il participe à la réalisation du deuxième opus de la Fonky Family, Art de rue (double-disque de platine).
En 2006, il compose sept morceaux pour leur troisième, Marginale musique (disque d'or). Son deuxième album solo est toujours attendu. Entretemps, le groupe sort un album live du concert Fonky Family enregistré le 17 novembre 2001 au Dôme de Marseille où Le Rat Luciano reprend a cappella son titre phare, Sacré. Dans une interview accordée à Fred Musa en 2008, il confirme la fin du groupe Fonky Family, annoncée un peu plus tôt par Sat l'Artificier, un autre membre du groupe.
Un nouvel album de 61 chansons du Rat Luciano est annoncé au début de 2010 pour le 14 juin de la même année. En 2011, Zesau, rappeur du groupe Dicidens, annonce la sortie de son premier album solo, Frères d’armes, le 28 novembre la même année, auquel participe Le Rat Luciano. En janvier 2012, il participe au clip Écrire l'histoire de Lil'Sai. En 2013, il annonce la publication d'un deuxième album solo.
En décembre 2014, il se trouve sur l'album Je trouve pas le sommeil du rappeur marseillais, Jul, en featuring avec ce dernier sur le titre Mets-les en i.
En juin 2017, il apparaît sur la pochette de l'album Je ne me vois pas briller de Jul. Il est également en featuring avec Jul sur le titre Full Option qui figure sur l'album. En décembre 2017, il est de nouveau en featuring avec Jul, sur son album La tête dans les nuages, sur le titre Madame.
En octobre 2020, il participe au projet collectif marseillais 13'Organisé, regroupant une cinquantaine de rappeurs de la ville, à l'initiative de Jul. L'album sera certifié disque de platine.
En novembre 2021, il participe au projet collectif Le classico organisé, à l'initiative de Jul réunissant plus de 150 rappeurs des Bouches-du-Rhône et d'Île-de-France.
Le 11 mai 2023, lors de la première édition des Flammes Awards, il reçoit le prix de "la Flamme éternelle" de la main de SCH comme récompense, pour l'ensemble de sa carrière ainsi que de son apport au Hip-Hop.

## Discographie

### Album studio
- 2000 : Mode De Vie… Béton Style

### Albums collaboratifs
- 1996 : Bad Boy de Marseille (EP) (avec Akhenaton feat. Fonky Family)
- 1997 : Si Dieu veut... (avec Fonky Family)[5]
- 1999 : Hors Série Volume 1 (avec Fonky Family)
- 2001 : Art de Rue (avec Fonky Family)
- 2001 : Hors Série Volume 2 (avec Fonky Family)
- 2003 : Live au Dôme de Marseille (avec Fonky Family)
- 2006 : Marginale Musique (avec Fonky Family)

### Mixtapes et EPs
- 2000 : Sacré (single)
- 2009 : Mixtape Quartier Attitude part 1 par DJ Djel
- 2010 : Mixtape Quartier Attitude part 2 par DJ Djel

### Apparitions
- 1992 : Black and White Zulus - La folie positive (Fire)
- 1992 : Black'nd White Zulus - L'argent, la boisson, la fumée, et les femmes
- 1995 : Akhenaton feat. Fonky Family - Bad Boys de Marseille (sur l'album d'Akh, Métèque et mat)
- 1997 : Akhenaton feat. Le Rat Luciano - Rien à perdre (sur le single d'Akh, J'ai pas de face)[13]
- 1997 : Fonky Family - Les jeunes dans Le hip-hop
- 1998 : Fabe et le rat Luciano _ l'impertinent (album de Fabe)
- 1998 : Fonky Family feat. 3e Œil et Le Venin - J'ai rien vu (sur la B.O. du film Zonzon)
- 1998 : Le Rat Luciano feat. Costello et Sat - Faut qu'on sorte de là (sur la compilation Chroniques de Mars)
- 1998 : Le Rat Luciano feat. Akhenaton et Freeman - Le megotrip (sur la compilation Chroniques de Mars)
- 1998 : Fonky Family feat. 3e Œil, Faf Larage, K-Rhyme Le Roi, Freeman et Akhenaton - Le retour du Shit Squad (sur la compilation Chroniques de Mars)
- 1998 : Fonky Family - L'amour du risque (sur la B.O. du film Taxi)
- 1998 : Oxmo Puccino feat. Le Rat Luciano, Akhenaton, Freeman & Pit Baccardi - 24 heures à vivre (sur l'album d'Oxmo Puccino, Opéra Puccino)
- 1999 : Le Rat Luciano feat. Lino & Don Choa - Atmosphère suspecte (sur la compile Première classe Vol.1)
- 1999 : Le Rat Luciano feat. De Source Sûre - On change d'avis comme de slip mais pas d'amis (sur l'album Maintenant)
- 1999 : Bubba San feat. Le Rat Luciano & Don Choa - On s'accroche
- 1999 : K-Reen feat. Don Choa & Le Rat Luciano - Loin de ton rêve
- 2000 : Le Rat Luciano feat. Costello - C'est avec nous que tous traites (sur le maxi Hostile 2000 Vol.2)
- 2000 : Ad'Hoc-1 feat. Le Rat Luciano - Tuerie (sur l'album d'Ad'Hoc-1, Musique du monde)
- 2000 : Le Rat Luciano feat. Le Komploz - Nos cœurs parlent seuls (sur la mixtape À cœur ouvert)
- 2000 : Le Rat Luciano feat. Sat et Costa - Extralarge
- 2000 : Double Pact feat. Don Choa et Le Rat Luciano - Faut le faire et les fucks (sur l'album C'est comme la vie)
- 2001 : Le Rat Luciano et Don Choa - Le truc (sur la compile Sur un air positif)
- 2001 : Le Rat Luciano feat. Xtaz - La vie qu'j'ai m'plait (sur la compile Original Bombattak)
- 2001 : Ol' Kainry feat. Le Rat Luciano, Passi, Lino et Busta Flex - Qui veut Remix (sur l'album d'Ol' Kainry, Au-delà des apparences
- 2001 : Carré Rouge feat. Le Rat Luciano & Fel - Jeux de vrais (sur l'album du Carré Rouge, De la part de l'ombre)
- 2001 : Bilal 450 feat. Le Rat Luciano - Les pointures (sur l'album de Bilal 450, 361° derrière moi)
- 2002 : Le Rat Luciano feat. Vensty - De quoi il s'agit (sur la compile Niroshima 2
- 2002 : Monsieur R feat. Le Rat Luciano, Tandem, Scred Connexion, Ol' Kainry, Kamnouze, Al Peco, Sniper & Youssoupha, etc. - La lutte est en marche (sur la compile Sachons dire NON Vol.3)
- 2002 : 113 feat. Le Rat Luciano & Don Choa - On roule on rode (sur l'album du 113, 113 fout la merde)
- 2002 : Sat feat. Le Rat Luciano & Rohff - Nous contre eux Part II (sur l'album de Sat, Dans mon monde)
- 2002 : Costello feat. Youss et Le Rat Luciano - Bras de fer (sur l'album Cocoss Style)
- 2002 : Le Rat Luciano feat. Desto et Kokou - Le plaisir saint
- 2002 : La Tria feat. Le Rat Luciano - Tous du même bord
- 2003 : Le Rat Luciano feat. Treyz - Money, sex, drogue et délits (sur la compile Dont sleep 2)
- 2003 : 113 feat. Le Rat Luciano et Don Choa - On roule on rode (sur l'album du 113, Dans l'urgence)
- 2003 : Éloquence feat. Le Rat Luciano et Disiz la Peste - Le monde est notre (sur la mixtape Disizenkane
- 2003 : Le Rat Luciano - Illusions (sur la compile Talents fâchés 1)
- 2003 : Sat feat. Le Rat Luciano & Rohff - Nous contre eux Part II (sur la réédition de l'album de Sat, Dans mon monde)
- 2003 : Fonky Family - Un œil sur nous (sur la B.O. du film Double zéro)
- 2003 : Don Choa feat. Le Rat Luciano - Jardins secrets sur l'album de Don Choa, Vapeurs toxiques)
- 2003 : Don Choa feat. Fonky Family - Jusqu'au bout (sur l'album de Don Choa, Vapeurs toxiques)
- 2003 : Don Choa feat. Fonky Family - Nouveau jour (sur l'album de Don Choa, Vapeurs toxiques)
- 2003 : 45 Niggaz feat. Le Rat Luciano - Vie d'enfoiré (sur l'album de 45 Niggaz, Justice sauvage)
- 2003 : Le Rat Luciano feat. Tonyno - On fait ce qu'on peut (sur la compile TSE music Vol.1)
- 2003 : Le Rat Luciano feat. Tunisiano - En France (sur la compile Liberté d'Expression)
- 2003 : Dany Boss feat. Muels et Le Rat Luciano - Plus de temps
- 2004 : Kery James feat. Le Rat Luciano ... - Relève la tête (sur la compile Savoir et vivre ensemble)
- 2004 : Relic feat. Le Rat Luciano et Sat - Écorchés vifs (sur l'album de Relic, Légende urbaine)
- 2004 : Sang Pleur feat. Le Rat Luciano, Soprano & Carré Rouge - L'enfer me ment (sur l'EP de Sang Pleur, L'enfer me ment)
- 2004 : Boo Graz feat. Le Rat Luciano - Que faire
- 2004 : Acid feat. Le Rat Luciano, Joe Lucazz et Iboo - D'où on sort (sur l'album d'Acid)
- 2004 : Ketama feat. Le Rat Luciano - Quelques mondes d'écart
- 2004 : Le Rat Luciano Feat. K-Phare et Billar - On vient de là
- 2005 : Soosol feat. Le Rat Luciano - Ils veulent quoi (sur l'album de Soosol, Pre-history)
- 2005 : Kayna Samet feat. Le Rat Luciano - A perte de vue Remix (sur l'album de Kayna, Entre deux je)
- 2005 : 100%CASA feat. Le Rat Luciano - Nuit (sur le maxi de 100%CASA, Tu peux prendre une gifle)
- 2005 : Le Rat Luciano - Trop sincère pour être no 1 (sur la compile Rap performance)
- 2005 : Le Rat Luciano feat. K.ommando Toxic - Art de rue (sur la compile Haute tension)
- 2005 : Fonky Family feat. Relic - Écorché vif (sur la compile Narcobeat 1: Équipé sport)
- 2005 : 113 feat. Le Rat Luciano et Booba - On sait l'faire sur l'album du 113, 113 degrés
- 2005 : K.ommando Toxic feat. Le Rat Luciano - Mon art et moi (sur le street CD du K.ommando Toxic, Retour vers le futur)
- 2005 : Eloquence feat. Le Rat Luciano et Disiz - Le monde est à moi (sur la mixtape CD d'Éloquence, Le début de la fin)
- 2005 : Le Rat Luciano feat. Évolution et V-laskes - Art de survie (sur la compile Cocktail xplosif)
- 2005 : Corbo Lo No feat. Le Rat Luciano -  Le quartier sous forme de sons
- 2005 : Experimental feat. Le Rat Luciano - Le Message
- 2005 : Jamel Mektoub feat. Le Rat Luciano - La rose noire (sur l'album Disque d'or)
- 2005 : Joe Lucazz feat. Le Rat Luciano - Code pénal
- 2005 : L'Arme Absolue feat. Le Rat Luciano - Zic de crève
- 2005 : Psykoz feat. Le Rat Luciano et Soprano - Rap de galeriano (sur la compile Mars donne l'alerte)
- 2006 : 100% Casa feat. Le Rat Luciano - Nuit Remix (sur le street CD de 100 % Casa, Crapstape)
- 2006 : El Matador feat. Le Rat Luciano - Notre revanche (sur la compile Bombattak MC's
- 2006 : Le Rat Luciano - Dans la peau de Tony sur la compile Illegal Radio
- 2006 : Le Rat Luciano feat. Psy 4 De La Rime, L'Algerino et Bouga - Marseille All Stars (sur la compilation Crise des banlieues)
- 2006 : Le Rat Luciano - On mène cette vie-là (sur la compile Poésie urbaine Vol.2
- 2007 : Soprano feat. Le Rat Luciano - Juste fais-le (sur l'album de Soprano, Puisqu'il faut vivre)
- 2007 : Le Rat Luciano feat. Lil Saï & Kalash l'Afro - Écoute la rue Marianne (sur la compile du même nom)
- 2007 : Kalash L'afro feat. Le Rat Luciano - Vendeurs de rêves (sur l'album de Kalash, Cracheur de flammes)
- 2007 : Le Rat Luciano - Révolution (sur la compile Mission karcher)
- 2007 : Le Rat Luciano feat. Ennemi d'État - Notre politique (sur la compile Mission karcher)
- 2007 : Le Rat Luciano feat. Ennemi d'État - C'est Qui
- 2007 : Kenza feat. Le Rat Luciano - Sur tous les chemins (sur l'album de Kenza, Authentik)
- 2007 : Joe Lucazz feat. Le Rat Luciano - La vie est courte (sur la compile Rap de banlieusard Vol.2)
- 2007 : Don Choa feat. Menzo & Le Rat Luciano - Toutes les zones (sur l'album de Don Choa, Jungle de béton)
- 2007 : Les Zakariens feat. Le Rat Luciano & Kalash L'afro - Porteurs de flambeaux (sur l'album des Zakariens, Avenir en suspens)
- 2007 : Le Rat Luciano - Cette vie-là (sur la compile Premier combat Vol.1)
- 2007 : Légende Urbaine feat. Le Rat Luciano - Époque flinguée (sur l'album de Légende Urbaine, L'école de ma rue)
- 2007 : MAF feat. Le Rat Luciano - Interdit d'illusions (sur le street CD de MAF, Interdit d'illusions)
- 2007 : Black Marché feat. Le Rat Luciano - Hommes de fer (sur le street CD de Black Marché, Au quart 2 tour)
- 2007 : Carpe Diem feat. Le Rat Luciano - J'ai voulu (sur le street album Temps Voulu)
- 2008 : Le Rat Luciano feat. Ritmo - Y'a que ça qui peut nous calmer sur la compile Fat taf 2)
- 2008 : Black Marché feat. Le Rat Luciano - Hommes de fer (sur la mixtape de Black Marché, Fais 13 attention)
- 2008 : Nessbeal feat. Le Rat Luciano - Les anges aux visages sales (sur l'album de Nessbeal, Rois sans couronne)
- 2008 : R D'élite feat. Le Rat Luciano - Lutter pour exister (sur l'album d'R D'élite, Instruments de torture)
- 2008 : Le Rat Luciano feat. Costello - Au-delà des lignes (sur la compile Département 13)
- 2008 : Le Rat Luciano feat. Costello - Le respect
- 2008 : XTAZ feat. Le Rat Luciano - On se fait du mal (sur l'album d'XTAZ, The Storytape)
- 2008 : Azyatik feat. Sat & Le Rat Luciano - Survivants (sur l'album Histoires d'Ombres)
- 2008 : Joe Lucazz feat. Le Rat Luciano - La vie est courte (sur l'album Rencontre avec Joe)
- 2008 : Kenza Farah feat. Le Rat Luciano - Sur tous les chemins (sur l'album Authentik)
- 2009 : Kery James feat. Le Rat Luciano - Le respect du silence (sur l'album de Kery James, Réel)
- 2009 : TLF feat. Le Rat Luciano & Black Marché - Money (sur la compile Talents fâchés 4 coins de la France)
- 2009 : Mickey Dark feat. Le Rat Luciano - Lutter pour exister
- 2009 : Tony feat. Le Rat Luciano & Juiceland - Même si (sur la mixtape de Tony, A l'écart)
- 2009 : Mik Delit feat. Le Rat Luciano - Au-delà des générations (sur l'album de Mik Delit, Tu verras dans nos yeux)
- 2009 : Kommando Toxik feat. Le Rat Luciano - Le son des braves (sur l'album de Kommando Toxik)
- 2009 : Kryzis-Kls feat. Le Rat Luciano - Rejeté
- 2009 : Anonym feat. Le Rat Luciano - Sur le terrain comme dans le rap
- 2009 : Black Marché feat Le Rat Luciano, Fahar & Alonzo - Direct crapuleux - Remix
- 2010 : Puissance Nord feat. Le Rat Luciano - Nouveau monde (sur l'album de Puissance Nord, Carte blanche)
- 2010 : Le Rat Luciano - On ose de ghetto sud 2 de Lil sai
- 2010 : Le Rat Luciano feat. Mister You et Larsen - C'est du lourd sur Street Lourd 2
- 2010 : Le Rat Luciano feat. Zindib - Quartiers malades
- 2011 : Kryzis Kls feat. Le Rat Luciano - Nous Sommes ce que Nous Sommes (sur l'album de Kryzis Kls Nous sommes ce que nous sommes)
- 2011 : Bilel feat. Le Rat Luciano - Putain d'époque (sur l'album de Bilel Forceps)
- 2011 : Gino feat. Le Rat Luciano - Nous remix (sur la mixtape de Gino Prologue)
- 2011 : Prince Ali feat. Le Rat Luciano - C'est dans l'air (sur l'album de K-lifa)
- 2011 : Lil Saï feat. Le Rat Luciano & Soprano - Écrire l'histoire (sur le maxi Lil Saï Écrire l'histoire)
- 2011 : Lacrim feat. Le Rat Luciano - Vis tes rêves ou rêve de vivre (sur le street album de Lacrim Faites entrer Lacrim)
- 2011 : Zesau feat. Le Rat Luciano - Fuck You Paye Me (sur l'album de Zesau Frères d'armes)
- 2011 : Kalash L'Afro Feat Sheir, Le Rat Luciano et Sorya - Hors de contrôle (sur l'album de Kalash L'Afro Plus de seum)
- 2011 : Daddy Lord.C Feat Le Rat Luciano - Classique (sur l'album de Daddy Lord.C Le Fruit Des Sacrifices)
- 2011 : Isleym, Najim Feat Le Rat Luciano - Tu mérites mieux (sur l'album de Kore Rainb Fever 4)
- 2012 : Prince Fellaga & Since Kelly feat. Le Rat Luciano - Insaisissable
- 2012 : Mister Yelo feat. Le Rat Luciano - RDV (sur l'album de Mister Yelo L'essence Yel)
- 2012 : Sazamyzy et Hype feat. Le Rat Luciano - La monnaie dans la tête (sur Grand Banditisme Paris vol. 2)
- 2012 : La Fouine feat. Le Rat Luciano - Espérer (sur la compilation 13e art Music)
- 2012 : Ange Le Rital feat. Lil'Saï et Le Rat Luciano - Dans les yeux (sur l'album de Ange le rital)
- 2012 : Mac Tyer feat. Salif, Rim-k, Medine, le Rat Luciano - Marche comme un soldat sur l'album de Mac Tyer Untouchable)
- 2012 : Lacrim feat. Le Rat Luciano - Wild Boy Remix (sur la mixtape de Lacrim Toujours le même)
- 2012 : Lacrim feat. Le Rat Luciano - Sors ton portable (sur la mixtape de Lacrim Toujours le même)
- 2013 : Zbatata feat. Le Rat Luciano - Loca Life (sur l'album de Zbatata VRV)
- 2013 : Sultano feat. Le Rat Luciano - Eternelles Réflexions (sur l'album de Sultano Le poids des secrets)
- 2013 : Did Hall feat. Le Rat Luciano - Dans le Ghetto (sur le street album Ambiance de fils de ... de Did Hall)
- 2013 : Le Rat Luciano - La mort du rap game (sur l'album La mort du rap game de Ghetto Fabulous Gang)
- 2013 : TLF feat. Sinik et Le Rat Luciano - Cruel (sur la mixtape Ghetto Drame 2.013 de TLF)
- 2013 : Guizmo, Despo Rutti & Mokless feat. Le Rat Luciano & Haroun - Bonnet d'âne (sur l'album commun de Guizmo, Despo Rutti & Mokless Jamais 203)
- 2014 : Tony Lafamille feat. LADEA & Le Rat Luciano - Juste vivre (sur l'album L'Envers du décor de Tony Lafamille)
- 2015 : Ali feat. Le Rat Luciano - Réflexion (sur l'album Que la paix soit sur vous d'Ali)
- 2015 : Alonzo feat. Le Rat Luciano - On craint Dégun (sur la mixtape Capo Dei Capi, Volume 1 d'Alonzo)
- 2015 : Jul feat. Le Rat Luciano - Mets les en I (sur l'album Je trouve pas le sommeil)
- 2017 : Jul feat. Le Rat Luciano - Full Option (sur l'album de Jul, Je ne me vois pas briller)
- 2017 : Jul feat. Le Rat Luciano - Madame (sur l'album de Jul, La Tête dans les nuages)
- 2018 : Naps feat. Sofiane & Le Rat Luciano - Parle pas de nous (sur l'album de Naps À l'instinct)
- 2020 : 13'Organisé - L'étoile sur le maillot
- 2020 : 13'Organisé - Tout a changé
- 2020 : 13'Organisé - Ma Gadji
- 2020 : 13'Organisé - Je suis Marseille
- 2020 : 13'Organisé - 13 Organisé - Bonus Track
- 2020 : Jul feat. Le Rat Luciano - Comme un voyou (sur l'album de Jul, Loin du monde)
- 2021 : SCH feat. Jul & Le Rat Luciano - Fantôme (sur l’album de SCH, JVLIVS II)
- 2021 : Naps feat. Le Rat Luciano & Soolking - Tagada (sur l'album de Naps, Les mains faites pour l'or)
- 2021 : Niro feat Le Rat Luciano - Sale Môme (sur l'album de Niro, Sale Môme)
- 2021 : Le Rat Luciano - Sous les cieux (sur la compilation de NouvlR)
- 2021 : Le Rat Luciano feat. Rimkus, YL - Sur le macadam (sur la B.O de la saison 2 de la série Validé)
- 2021 : 2Bang et Le Rat Luciano - Quelques gouttes à terre (sur la compilation V13)
- 2021 : Lacrim, Alonzo, Mister You, Jul, Niro, Kofs, Le Rat Luciano et DA Uzi - Loi de la calle (sur l'album Le Classico organisé)
- 2022 : Lacrim feat. Koba LaD, Mister You et Le Rat Luciano - Reda partie 3 ( sur l'album de Lacrim, Persona Non Grata)
- 2022 : Le Rat Luciano - Ambiance Scandale (En honneur aux supporters de l'Om)
- 2022 : AM La Scampia feat. Le Rat Luciano - Cité Carter (Sur l'album de AM La Scampia, Triste Fête)
- 2022 : Sysa feat. Le Rat Luciano - Génération (Sur l'album de Sysa, Nueve)
- 2022 : Seth Gueko feat. Le Rat Luciano - Dernier Mojito (Sur l'album de Seth Gueko, Mange tes Morts)
- 2022 : Le Rat Luciano - IAM
- 2023 : Nassi feat. Le Rat Luciano - Que de la musique (sur l' EP de Nassi, Arabesque volume 3)
- 2023 : I.K feat. Le Rat Luciano - Trahison (sur L'album d'I.K, Rêves II Rue)
- 2023 : Kls feat. Le Rat Luciano & Jul - A force de vivre
- 2023 : Elams feat. Kofs & Le Rat Luciano - Ghetta au chic (sur l'album Mwanamboka)
- 2023 : DJ Hamida feat. Awa Imani & Le Rat Luciano - OMG (sur l'album À la bien (Summer édition 2.0))
- 2023 : Le Rat Luciano - Z
- 2023 : Le Rat Luciano feat. TK & Costello - Matrix (sur la compilation Chroniques de Mars Vol. 3)
- 2024 : Rohff feat. Le Rat Luciano & Lino (sur l'album Fitna)
- 2025 : Jul feat Le Rat Luciano (sur l'album D&P à vie)

## Filmographie
- 1996 : Nénette et Boni de Claire Denis
- 2003 : Gomez et Tavarès de Gilles Paquet-Brenner